# Menstruação

Ciclo menstrual.

Menstruação, também denominada período, é o corrimento fisiológico de sangue e tecido mucoso do revestimento interior do útero pela vagina. Cerca de 80% das mulheres menciona sentir alguns sintomas antes da menstruação. Entre os sinais e sintomas mais comuns estão o acne, mamas doloridas, fadiga, irritabilidade, sensação de inchaço e alterações de humor. Em 20 a 30% das mulheres estes sintomas podem interferir com a vida normal, uma condição denominada síndrome pré-menstrual. Em 3 a 8% das mulheres os sintomas são graves.
O intervalo de tempo comum entre o primeiro dia de um período e o primeiro dia do período seguinte é de 21 a 45 dias em mulheres jovens e de 21 a 31 dias em mulheres adultas, o que corresponde a uma média de 28 dias entre períodos. A hemorragia tem geralmente a duração de dois a sete dias. O primeiro período denomina-se menarca e tem geralmente início entre os doze e os quinze anos de idade. Em alguns casos, pode ter início tão cedo como aos oito anos e mesmo assim ser considerado normal. A idade média do primeiro período é geralmente menor nos países desenvolvidos e maior nos países em vias de desenvolvimento. A menstruação termina após a menopausa, que geralmente ocorre entre os 45 e os 55 anos de idade.
O ciclo menstrual é causado por alterações hormonais. No início do ciclo menstrual, o revestimento do útero aumenta de espessura de modo a fornecer nutrientes para o óvulo que ainda está em crescimento num dos ovários. Por volta do 14ª dia do ciclo, o óvulo é libertado. Caso esse óvulo seja fecundado por um espermatozoide, tem início uma gravidez e o óvulo implanta-se na parede espessa do útero rica em nutrientes. Quando não ocorre fecundação, esse revestimento é libertado na forma de sangue menstrual e o ciclo tem novamente início.
Durante a gravidez os períodos são interrompidos e só se iniciam durante os primeiros meses de amamentação. Existem vários problemas de saúde relacionados com a menstruação. Amenorreia é uma condição em que não ocorrem períodos ao longo de mais de 90 dias ou quando com mais de 15 anos de idade ainda não apareceu o primeiro período. Entre outros problemas estão períodos acompanhados de dor e hemorragias anormais, como as hemorragias entre períodos ou hemorragias intensas. A menstruação também ocorre em outras espécies de primatas.

## Ovogênese
A ovogênese está ligada, como qualquer outro fenómeno metabólico, ao acionamento de hormônios ou hormonas, mediante o comando do complexo hipotálamo-hipófise. Se a mulher for perturbada emocionalmente, poderia ter prejuízo em sua fertilidade. Podemos citar as seguinte fases do processo:

### Multiplicação
Ocorre no começo da ovogênese, que se dá ainda durante a vida intrauterina, por mitose, (processo pelo qual uma célula da origem a outras com o mesmo material genético) as células germinativas multiplicam-se, formando outras idênticas, chamadas ovogônias ou oogónias.

### Maturação
O que se pretende nesta fase é que por meiose se dê origem a uma célula haploide contendo praticamente todo o citoplasma criado durante a fase de crescimento. Esta fase é interrompida no seu início por volta do nascimento da bebê, durante a prófase I, no diplóteno, sendo a tal interrupção chamada de dictióteno, e volta a ser retomada de uma forma cíclica a partir da puberdade até à menopausa.
No entanto, a meiose (e, em consequência, a maturação) só será concluída se o oócito II em metáfase II for fecundado por um espermatozoide, no final do que vai ocorrer uma citocinese desigual, pois vai ser originada uma célula grande (o óvulo (gâmeta)) e uma muito menor (o 2º glóbulo polar ou 2º corpúsculo polar), que vai degenerar.

## Ciclo menstrual
O ciclo menstrual inicia-se no primeiro dia da menstruação. Na sua primeira fase, ocorre uma produção exclusiva de estrogênio pelo ovário e, logo após a ovulação, tem início a fase de produção de progesterona, conhecida também como fase lútea. Esta fase do ciclo é fixa e a ovulação ocorre cerca de 14 dias antes do início da próxima menstruação.
O tempo de sobrevida do óvulo dentro das trompas, após a ovulação, não é bem definido, mas parece estar entre 12 e 24 horas. Já os espermatozoides parecem ter uma sobrevida maior, variando de 24 até 96 horas. Por isso os dias férteis começam antes mesmo da ovulação.

### Ciclo ovárico
Até à puberdade existem no ovário estruturas constituídas pelo Ovócito I imaturo envolvido por células foliculares a que se dá o nome de "folículos primordiais". Alguns destes folículos e de uma forma cíclica a partir da puberdade até à menopausa vão reiniciar o seu desenvolvimento. Cada ciclo ovárico vai ter as seguintes fases:
- Fase folicular: alguns dos folículos primordiais reiniciam o seu desenvolvimento, mas, normalmente, apenas um o completa, degenerando os restantes. O folículo em desenvolvimento sofre várias transformações: O Oócito I que se encontra em Profase I vai completar o crescimento, ao mesmo tempo as células foliculares multiplicam-se e originam a Zona Granulosa, estas células são produtoras de hormonas (estrogénios) para além de nutrirem o Oócito I. Em torno do Oócito I, forma-se um revestimento glicoproteico a que se dá o nome de Zona Pelúcida. Com a evolução dos folículos forma-se uma cavidade cheia de líquido entre as células foliculares. Tendo terminado o crescimento o Oócito I em Profase I completa a divisão I da Meiose após a Citocinese desigual forma-se o Oócito II e o 1º Glóbulo Polar. O Oócito II ainda inicia a Divisão II da Meiose mas fica bloqueado na Metafase II. Por esta altura o folículo completou o desenvolvimento e denomina-se *Folículo Maduro ou folículo de Graaf: todo este processo demora em média 14 dias;
- Ovulação: o oócito II em metáfase II rodeado pela zona pelúcida e por algumas células foliculares  é libertado da cavidade folicular para fora do ovário, sendo recolhido pelo pavilhão da trompa de Falópio;
- Fase luteínica: após a ovulação, cicatriza a parede do ovário e ocorre o pregueamento da parede do folículo. As células foliculares aumentam então de volume e secretam um pigmento amarelo, a luteína que lhes dá uma cor amarela, formando-se, deste modo, o "corpo amarelo" ou  "corpo lúteo". Caso não ocorra fecundação, essa estrutura se degenera em aproximadamente 14 dias.

### Ciclo uterino
O endométrio, sendo a estrutura onde o embrião se deve fixar a fim de completar o seu desenvolvimento, é então uma estrutura que sofre importantes modificações. Ocorre então:
- Fase menstrual: início da fase folicular do ciclo ovárico. Ocorre a descamação da maior parte do Endométrio, que como é um tecido muito vascularizado, vai apresentar algumas hemorragias por rompimento destes vasos sanguíneos. Sendo os fragmentos do Endométrio e algum sangue eliminados através da vagina para o exterior, originando o fluxo menstrual (chamado muitas vezes erroneamente de "sangue");
- Fase proliferativa: terminada a eliminação do tecido velho, as células do endométrio que restaram voltam a multiplicar-se, promovendo a sua regeneração.

Neste tecido em formação formam-se glândulas tubulares e restabelece-se a rede de vasos sanguíneos.
- Fase secretora: a espessura do endométrio atinge um aumento tal que as suas glândulas vão terminar o desenvolvimento, tornando-se mais sinuosas e ramificadas, começando a segregar glicogénio e muco. Ficando o útero preparado para uma possível nidação. Caso tal não aconteça, reinicia-se o ciclo.

## Regulação hormonal na mulher
A GnRH produzida pelo hipotálamo vai estimular a produção de FSH e algum LH pela hipófise. Estas hormonas, que têm, como órgão alvo, os ovários, vão estimular, neste, a fase folicular e, por consequência, a produção de estrogénios (produzidos pelas células foliculares e pela teca interna e mais tarde pelo corpo amarelo. O seu principal órgão alvo é o útero.). Estes estrogénios vão atuar no útero estimulando a fase proliferativa, em que vai ocorrer o espessamento do endométrio juntamente com o desenvolvimento das glândulas tubulares e vasos sanguíneos.
Durante a fase folicular, a concentração de estrogénios vai ser mantida mais ou menos constante graças a um processo de retroação negativa ou feedback negativo. Neste processo, o aumento de estrogénios inibe a produção de GnRH e por sua vez de FSH. Baixando a concentração desta hormona, diminui a produção de estrogénios, que por sua vez ao baixar a sua concentração no sangue vai estimular a produção de GnRH que estimula a produção de FSH, levando de novo ao aumento da produção de Estrogénios, e assim sucessivamente. Até que por volta do final da fase folicular um aumento brusco dos Estrogénios vai provocar uma retroação positiva ou feedback Positivo, a tal ponto que vai estimular ainda mais o hipotálamo a produzir GnRH que, por consequência, estimula mais a produção de FSH e muito especialmente de LH, que vão desencadear, no ovário, a ovulação (+/- 14º dia do ciclo). A grande concentração de LH estimula a passagem do folículo a corpo amarelo (fase luteínica) e, para além da produção de estrogénios, passa também a produzir-se progesterona (produzida pelo corpo amarelo, tem, também como seu principal órgão alvo, o útero). Esta hormona, para além de continuar a estimular o espessamento do endométrio, vai estimular a secreção das glândulas do endométrio, na fase secretora.
O aumento da concentração de progesterona e estrogénios vai inibir a produção de GnRH pelo hipotálamo (feedback negativo), que vai inibir a produção de FSH e LH; deixando esta última hormona de ser produzida, o corpo amarelo regride, começando a degenerar, e inibe-se a produção de estrogénios e progesterona. Sem estas hormonas, o endométrio deixa de ser estimulado e, por consequência, diminui o fornecimento de nutrientes às suas células por contração dos seus vasos sanguíneos. As células do endométrio morrem, o que leva à destruição parcial do endométrio, na fase menstrual.
Caso ocorra fecundação e, por sua vez, gravidez, o ciclo menstrual é interrompido, pois células do embrião produzem um hormônio (gonadotrofina coriônica humana ou HCG) que impede que o corpo amarelo se degenere e o endométrio, por consequência, é mantido.
Há que ter em conta que, tal como no homem, o hipotálamo não é só regulado por via hormonal mas também o é a nível nervoso, de tal modo que qualquer alteração a esse nível pode alterar, por consequência, também o ciclo menstrual.

## Gravidez psicológica ou pseudociese
Como o ciclo menstrual está intimamente ligado ao hipotálamo (o centro das emoções), um abalo psicológico ou alteração psiquiátrica poderia desencadear um desequilíbrio do ciclo menstrual, levando ao atraso menstrual. Iniciando uma falsa gravidez com todos os sintomas de enjoos, dor nas mamas e aumento do abdome. O tratamento indicado é psicoterapia e, se necessário, intervenção psiquiátrica.

## Menstruação transgênero
Para além das mulheres cisgêneras, a menstruação também pode fazer parte de várias possibilidades transgênero, como pessoas transmasculinas,  homens trans, e pessoas não binárias, uma vez que, fisiologicamente, existe a possibilidade de terem útero e ovários.
O primeiro homem trans registrado na literatura brasileira que discorre sobre menstruação é João Nery. No livro "Viagem solitária - memórias de um transexual 30 anos depois", Nery cunha o termo “monstruação” para expressar o sentido alienante que o evento menstrual possuía em sua vida. Ao contrário de ser um processo biológico, relembrava mensalmente a desconexão entre seu corpo e sua identidade de gênero. As dores menstruais, portanto, são descritas por Nery (2012) como predominantemente emocionais por representarem uma violação de si mesmo, cindindo sua mente e seu corpo em uma batalha que tinha como produto uma intensa disforia. Narrando a solidão e o isolamento decorrentes da incapacidade de partilhar suas angústias menstruais por ser um homem trans, Nery, dentre tantas coisas, possibilitou com seu testemunho espaço para discussão e reconhecimento dessa realidade trans.
No Brasil, o Instituto Brasileiro de Transmasculinidades (IBRAT) e a Associação Nacional de Travestis e Transexuais (ANTRA) se posicionaram a favor do termo corpos ou pessoas que menstruam/menstruantes como primeiro passo para o reconhecimento de suas experiências. Um trabalho de conclusão de curso da Universidade Paulista de Tatuapé, denominado Narrativas em Fluxo, criou uma série de vídeos e conteúdos sobre dignidade menstrual em 2022. Dentre eles, existe um episódio que conta com um homem trans que compartilha a sua vivência menstrual. O protagonista denuncia a falta de acesso à informação e um mercado mundial voltado para um tipo de público específico que não representa pessoas trans menstruantes. Afirma que a estrutura social faz com que homens trans que menstruam sejam invalidados por não serem cisgênero e cita o termo monstruação, de João Nery. “Por mais que eu entenda que não é aquilo (coisa de mulher), a sociedade continua me repetindo isso e assim eu continuo não desejando menstruar” (Holiscki, 2022), denunciando a localidade social de sua dor. Outras referências que mencionam experiências trans estão emergindo dentro da academia, mas não serão citadas uma vez que possuem pessoas trans como objeto de pesquisa e não como autoria.
A ocupação trans da pauta menstrual é incipiente. A maioria das publicações científicas emergentes sobre a temática no âmbito internacional são feitas utilizando pessoas trans como objeto de pesquisa, e não como autoria. Isso faz com que os dados que estão sendo produzidos passem por uma pressuposição de que a menstruação é uma vivência indesejada e difícil para todas as pessoas trans, em uma universalização da experiência a partir deste estigma. Como agravante do cenário e demonstração da perseguição da extrema direita em relação a pautas trans, uma verba federal de US$ 6000.000 concedida à Southern University para o desenvolvimento de produtos menstruais sustentáveis foi cortada em abril de 2025 por existir uma linha no requerimento mencionando a inclusão de homens transgêneros . A citação foi usada como arma por Donald Trump e sua agência de corte de custos liderada por Elon Musk, a DOGE.
Por outro lado, uma conquista que contribui para os direitos menstruais trans foi a aprovação da Espanha, em de 28 de fevereiro, da Lei Orgânica 1/2023 sobre saúde sexual e reprodutiva e interrupção voluntária da  gravidez. Entre as pautas, o parlamento espanhol determinou que pessoas menstruantes possam se ausentar do trabalho sem serem descontadas em caso de cólicas menstruais fortes. A linguagem de lei é voltada para mulheres cis, mas especifica que pessoas trans também estão incluídas neste direito, sendo o primeiro país a estabelecer uma licença menstrual que reconhece a existência trans na composição da temática.

## Menstruação e cultura
Em diversas culturas tribais, a origem da menstruação é explicada por mitos e lendas. Essas explicações culturais para esse fenômeno fisiológico são expressas em diversos comportamentos individuais e grupais, que incluem: atividades de caça e pesca de animais e peixes específicos, tabus alimentares, restrições de prática sexual e proibições de participação em atividades domésticas e religiosas.
O grupo indígena Karajá que habita a bacia do Rio Araguaia possui uma lenda bastante curiosa que associa o ciclo menstrual à piranha vermelha. Segundo a lenda Karajá, a menstruação ocorre quando esse peixe agressivo se agita no útero da mulher. Já em Bangladesh, as mulheres são consideradas impuras durante o período menstrual.

## Terminologia
Em termos de  etimologia, a palavra "menstruação" está relacionada com "lua". Os termos "menstruação" e "período" são derivados do latim mensis (mês), que por sua vez se relaciona com o grego mene (lua).
Algumas organizações ativistas pelos direitos LGBTQI usam o termo "menstruadores" (do inglês: menstruator), cujo uso foi registrado  pela primeira vez em 2010, em vez de "mulheres que menstruam". O termo menstruador é usado por ativistas e acadêmicos para "expressar solidariedade às mulheres que não menstruam, aos homens transexuais que o fazem, aos indivíduos intersexuais e não binários".  No entanto, o uso do termo "menstruador" e "pessoa que menstrua" também é criticado por algumas correntes feministas, pois consideram que as diferenças de sexo importantes e, por isso,  o termo mulher é um modo de resistência ao patriarcado.